# Джордж Барб'є
Джордж Барб'є (англ. George Barbier; 19 листопада 1864 — 19 липня 1945) — американський актор кіно та театру.

## Кар'єра
Барб'є поступив до Крозерської богословської семінарії, але покинув її аби виступати на сцені. Почав свою кар'єру в опереті. Зрештою зіграв на Бродвеї, де він з'явився в семи виставах між 1922 і 1930 роками, серед них «Горбун з Нотр-Дама» та «Людина, яка прийшла».
Підписав контракт з Paramount Pictures у 1929 році, а пізніше працював актором для більшості основних студій. Його першим фільмом став «Великий ставок» (1930). Важкий, з білим волоссям Барб'є часто грав помпезних, але в основному добросердних бізнесменів чи патріархів у другорядних ролях. Джордж Барб'є з'явився в 88 фільмах до своєї смерті в 1945 році.

## Особисте життя
Одружився з актрисою театру Кероліною «Керрі» Тетчер (червень 1868, Пенсильванія — 8 червня 1939); їх шлюб вважається одним із найуспішніших шлюбів у Голлівуді".

## Вибрана фільмографія
- 1930 — Великий ставок / The Big Pond — містер Біллінгс
- 1932 — Духи хмарочоса / Skyscraper Souls
- 1934 — Викрадена дитина міс Фейн / Miss Fane's Baby Is Stolen — МакКріді
- 1934 — Котяча лапа / The Cat's-Paw
- 1938 — Моя щаслива зірка / My Lucky Star — Джордж Кебот-старший
- 1939 — Нічні новини